# بیماری ماروتو-لامی
سندرم ماروتو-لامی (به انگلیسی: Maroteaux-Lamy Disease) یا موکوپلی ساکاریدوز نوع VI, نوعی از موکوپلی ساکاریدوز است.

## علائم بالینی
زمان تولد، دوران نوزادی و شیرخوارگی: طبیعی.
ممکن است بزرگی سر، برجستگی استخوان جناغ سینه، فتق مغبنی یا فتق نافی در زمان تولد و تنفس پر سر و صدا از اوایل شیرخوارگی در بیمار وجود داشته باشد.
دوره کودکی: تغییر شکل اسکلتی و یافته‌های صورت خشن خفیف تر از بیماری هورلر است. عقب ماندگی رشد از دو تا سه سالگی در بیمار شروع می‌شود. سفتی پوست، پرمویی، بزرگی و بیرون بودن زبان از دهان، تنه کوچک، شکم برجسته و گودی زیاد کمر، جناغ برجسته، تغییرات پیشرونده مفاصل و محدودیت افزاینده حرکات، ژنووالگوم، خم بودن نسبی زانوها، دست چنگالی، قوز ناحیه کمری، بزرگی کبد، بزرگی طحال در نیمی از بیماران، اسهال مکرر در برخی از مبتلایان، کدورت قرنیه، گلوکوم، کری و هوش طبیعی شایع می‌باشد. یافته قلبی جزء مهمی از این بیماری است و نارسایی دریچه میترال،  نارسایی دریچه آئورت، تنگی دریچه آئورت و آسیب حاد عضله قلبی معمولاً در شیرخوارگی روی می‌دهد. قد نهایی کوتاه (۱۰۷ تا ۱۳۸ سانتی‌متر) است و عفونت‌های تنفسی ممکن است منجر به مرگ بیمار شود.

## نقص آنزیمی
نقص در آنزیم اِن استیل گالاکتوزآمین ۴ سولفاتاز (آریل سولفاتاز B).

## توارث ژنتیکی
اتوزومی مغلوب.

## میزان بروز
نادر.

## روش تشخیص
- بررسی آنزیم: در گلبولهای سفید و فیبروبلاستها.
- ادرار: افزایش دفع درماتان سولفات.

## درمان
پیوند مغز استخوان بر روی کدورت قرنیه و تغییرات دیسوستوزیس مالتی پلکس بی اثر است. درمان علامتی جهت آسیب نخاعی، مشکلات دریچه‌ای و سندرم کانال مچ دست لازم است.

## عوارض
شامل فشار بر نخاع و فلج اندامهای تحتانی، هیدروسفالی، پاپیلادم و از دست دادن پیشرونده بینایی و عدم توسعه صفات ثانویه جنسی است. نارسایی قلبی ممکن است باعث مرگ بیمار قبل از ۳۰ سالگی شود.

## آزمون تشخیص قبل از تولد
بررسی آنزیم در آمنیوسیتهای کشت شده یا نمونه پرز کوریونی.